# Carlo Ortelli Dotti
Carlo Ortelli Dotti (Rovenna, Llombardia, Regne d’Itàlia, 1811 – Barcelona, Espanya, 4 de gener de 1879) va ser un fabricant de joguines de plom i el 6è vicepresident de la Società Italiana di Mutuo Soccorso in Barcellona. Va néixer a Rovenna, una petita localitat de la regió de Llombardia, a peu del llac de Como. Fill de Giovanni Ortelli, llaurador natural de Rovenna, i Margherita Dotti. La seva vida va canviar dràsticament l’any 1828, quan va emigrar a Barcelona com a refugiat, fugint de la inestabilitat política i de la pobresa de la postguerra al nord d’Itàlia. Ortelli, com molts altres immigrants europeus de la seva època, va buscar asil a Espanya i va trobar a Barcelona una nova llar on desenvolupar el seu ofici.

## Emigració a Barcelona

### Començaments[calcitació]
A la seva arribada a Barcelona l’any 1828, Carlo Ortelli Dotti, el seu germà Antonio Ortelli Dotti (1809-1867) i el gravador i estanyer Salvatore Baccarini (1808-?) porten motlles ja existents a Espanya. Carlo Ortelli estableix un taller de figures de estany i plom al carrer de la Fusteria, núm. 8, on treballa amb Salvatore com a dibuixant, gravador i fonedor.
Carlo va començar a fabricar joguines, especialitzant-se en la producció de soldats de plom. En aquest petit taller, situat al cor de la ciutat, va perfeccionar la seva tècnica d’escultura i pintura, creant soldats detallats que recreaven uniformes de l’època. Aquestes figures, a més de ser joguines, es van convertir en peces de col·leccionisme valuoses gràcies a la seva alta qualitat artística i a la seva meticulosa pintura a mà.

## Taller i figures Ortelli

### Els primers soldadets de plom espanyols
Carlo va tenir com a gravador primer a Salvatore Baciarini entre 1828 i 1839 i després a Francisco i Juan Pera des de 1841 a 1847.
Ortelli va produir tant figures de tema militar com de temàtica civil i costumista. Les figures són planes i les seves grandàries poden oscil·lar entre els 30 i els 60 mm. Les figures es venien decorades per una o les dues cares o bé sense pintar les més econòmiques.El trompeta d'aquesta foto té uns braços desproporcionadament llargs.Això es deu a l'intent de donar aspecte tridimensional a les figures planes. Aquestes llargues extremitats es doblegaven cap endavant per a fer aquesta impressió de tres dimensions de l'espai. L'intent va fracass

ar principalment per la inestabilitat d'aquestes figures en alterar-los el centre de gravetat.

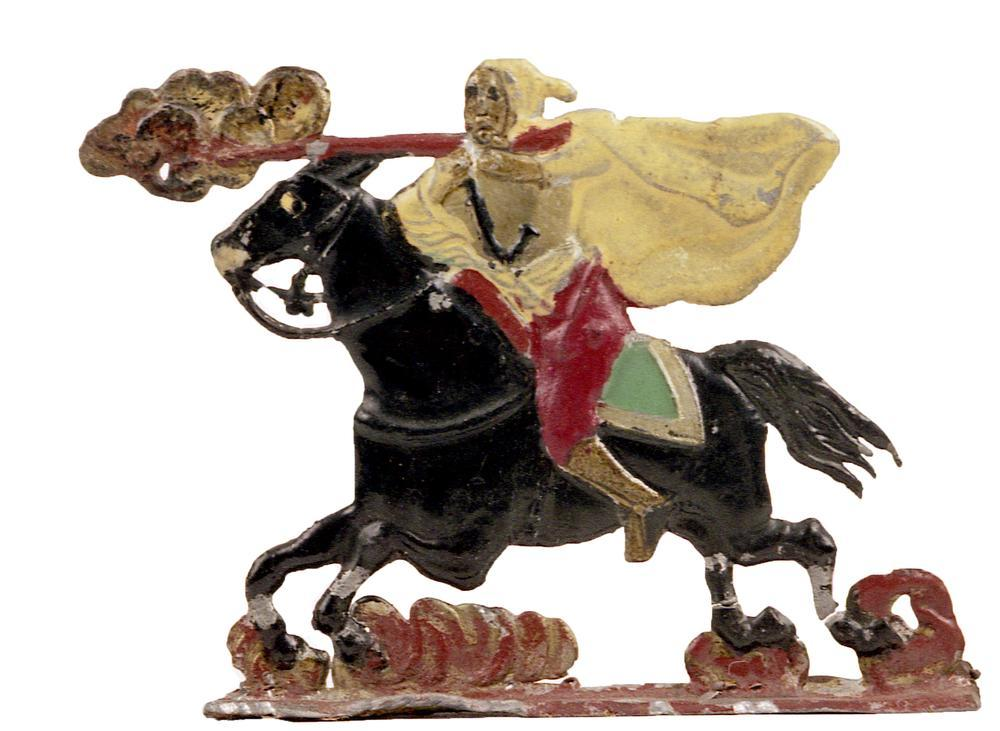
Soldat Ortelli en el Museu de l'Exèrcit de Toledo

Les figures de Ortelli, que solien mesurar uns 7,5 cm, representaven a soldats de diverses èpoques i nacionalitats, amb detalls precisos dels uniformes i armament. Aquestes petites obres d'art estaven pensades per a representar escenes bèl·liques amb una fidelitat que va atreure tant a nens com a adults interessats en la història militar.
El taller complet perdura, el propietari és el Museu Etnològic de Barcelona. La producció va continuar fins a 1945.

## Vicepresidència en laSocietà Italiana di Mutu Soccorso in Barcellona

#### Context de la Societat
La Società Italiana di Mutuo Soccorso in Barcellona va ser una organització fundada l’any 1865 amb l’objectiu de proporcionar assistència i suport als immigrants italians a la ciutat. La seva funció era oferir ajuda mèdica, econòmica i social als membres de la comunitat en moments de necessitat.
Carlo Ortelli Dotti va exercir el càrrec de Vicepresident de 1875-1880, un període en el qual la societat jugava un paper clau en la integració dels italians a Barcelona.

### Relacions diplomàtiques i comunitàries[calcitació]
Actuant com a enllaç entre la comunitat italiana, el consolat i les autoritats locals per a facilitar la integració i defensar els interessos dels italians a Barcelona.
Suport a l'expansió de la societat, contribuint al creixement de l'organització mitjançant l'afiliació de nous membres i l'establiment de noves iniciatives de beneficència.
El treball de Carlo Ortelli Dotti com a vicepresident va ajudar a consolidar la Società Italiana di Mutu Soccorso com un pilar fonamental per a la comunitat italiana a Barcelona. La seva gestió va enfortir l'estructura d'ajuda i preservat la cultura italiana a la ciutat.

## Vida personal i llegat[calcitació]
Fill del Pagès Giovanni Ortelli i de Margherita Dotti, tots dos de Rovenna, va ser batejat a l'església de San Miguel de Rovenna en 1811 com Carlo Francesco Ortelli.
Va emigrar a Barcelona l’any 1828 a causa de la pobresa provocada per les guerres napoleòniques que havien assolat el nord d’Itàlia. Va salpar des de Gènova fins a arribar al port de Barcelona durant l’estiu de 1828.
Carlo Ortelli es va casar el 10 de juny de 1846 a Barcelona amb Maria Anna Montañà Ayala (1820-1862) a la Església dels Sants Just i Pastor. Junts van formar una família amb cinc fills. Vivien al carrer de la Llibreteria, núm. 9, al barri Gòtic. Aquesta estabilitat familiar li va permetre consolidar el seu negoci a Barcelona, on es va integrar en la vida social i comercial de la ciutat. Es sap que el seu taller es va convertir en un punt de referència per als col·leccionistes i amants de les joguines de qualitat.
L’obra d’Ortelli no només ha perdurat al llarg de les dècades com a part del món del col·leccionisme, sinó que també ha contribuït al llegat cultural de les joguines a Espanya, especialment en l’àmbit del col·leccionisme militar en miniatura. Les seves peces són avui dia molt buscades per col·leccionistes d’antiguitats i joguines històriques, tant pel seu valor artístic com per la seva importància com a representacions d’una època.

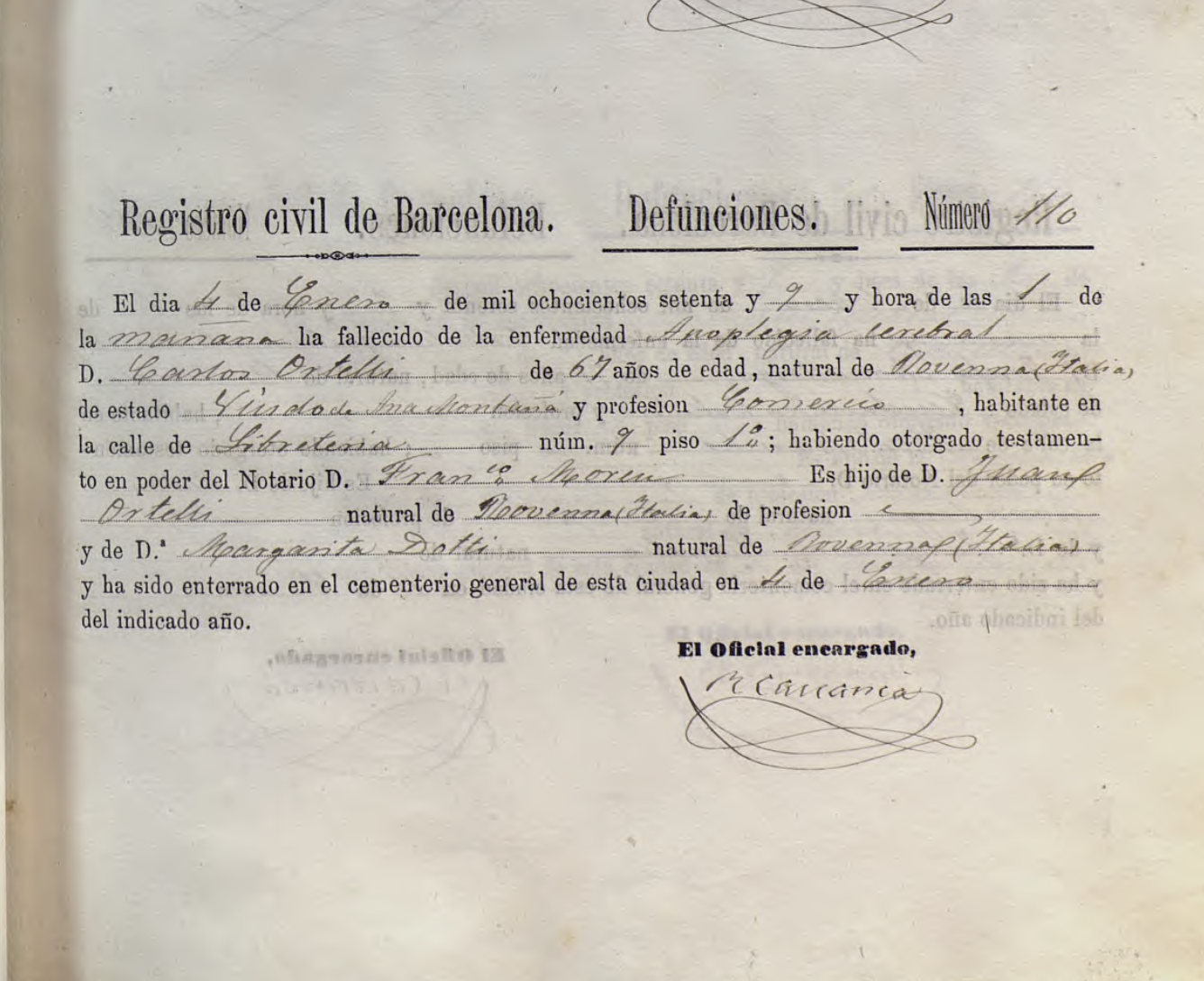
Certificat de defunció de Carlo Ortelli c.1879.

La seva esposa Maria va morir el 23 de març de 1862, als 42 anys, a causa d’una lesió orgànica a l’estómac, una alteració física o estructural d’un òrgan intern, en aquest cas l’estómac, que pot ser provocada per malalties cròniques, infeccions o altres afeccions greus—, deixant Carlo vídu amb cinc fills.
Carlo va morir el 4 de gener de 1879 a Barcelona a causa d’una apoplexia cerebral, segons consta al seu certificat de defunció. Va ser enterrat el mateix dia al cementiri del Poblenou, al departament 1, primera illa interior, nínxol 762, pis 2. No obstant això, l’any 1988 va ser traslladat a la fossa comuna (ossera general). Va deixar el seu fill Joan Ortelli Giralt (1849–1917) al capdavant de l’empresa, que va dirigir sota el nom de J.O.M., obtenint diversos premis en exposicions.